# Кочіо
Кочіо (груз. კოჭიო) — село в Грузії.
За даними перепису населення 2014 року в селі проживає 421 особа.